# Zipfel (Geographie)
Ein Zipfel (auch Halbenklave oder Gebietszipfel) ist ein Gebiet, das aus dem Territorium einer eher flächigen geopolitischen Einheit in eine oder zwischen mehrere andere solcher Einheiten hineinragt. Bekannte Beispiele sind der Caprivizipfel Namibias, der Ascher Zipfel Tschechiens und der Wachankorridor Afghanistans. Bei den Bundesstaaten der USA ist für solche Zipfel die Bezeichnung Panhandle (wörtlich: ‚Pfannenstiel‘) in Gebrauch.

## Weitere Beispiele
- Innerhalb Deutschlands besitzt Hessen mit den Kommunen Neckarsteinach und Hirschhorn einen Gebietszipfel zum Neckar, der das Land ansonsten weder durchfließt noch streift. Im Hinblick auf den Zugang Hessens zum Neckar ist dieser Zipfel zugleich ein Korridor. Ferner ragt der Sandkrug als Gebietszipfel der Gemeinde Glienicke/Nordbahn ins Stadtgebiet Berlins herein, zu Zeiten der Berliner Mauer aufwändig gesichert, wie seinerzeit auch der Berliner Gebietszipfel Steinstücken.
- Im Osten der Insel Usedom ragt vom polnischen Staatsgebiet ein nur rund 75 Hektar großer, aber auf entsprechend großmaßstäbigen Karten sehr markanter Zipfel in deutsches Territorium, der sogenannte Swinemünder Sack, an dessen westlichem Ende das Wasserwerk Świnoujście liegt. Er ging erst sechs Jahre nach Kriegsende, am 11. Juni 1951 von der DDR an Polen über.
- Die Eiserne Hand ist ein Gebiets-Zipfel der Schweiz, der in deutsches Staatsgebiet hineinragt. Der Grenzverlauf dort gehört zu den ältesten noch bestehenden in Europa.
- In den USA der Alaska Panhandle.